# Upplands runinskrifter 1009
U 1009 är en vikingatida runsten av ljus grovkornig granit i Yresta, Rasbo socken och Uppsala kommun. 
Runstenen är 1,25 meter hög, 1,3 meter bred och 0,4 meter tjock. Runhöjden är cirka 8 cm. Stenen flyttades 17 meter söderut i samband med vägarbete runt år 1950. Stenen är inte signerad men runornas utseende, bruket av skiljetecken, bruket av vissa ordformer och huggningens beskaffenhet tyder på att det är Åsmund Kåresson som är ristaren. En stor del av ristningen saknas.

## Inskriften
Translitterering av runraden:
uaiþr ...---- ' litu rita stin þino abtiʀ ' fastbiurn ' faþur si(n)
Normalisering till runsvenska:
Vræiðr/Veðr ... letu retta stæin þenna æftiʀ Fastbiorn, faður sinn.
Översättning till nusvenska:
uaiþr ... läto uppresa denna sten till minne av Fastbjörn, sin fader.